# 新世紀エヴァンゲリオン (NINTENDO64)
『新世紀エヴァンゲリオン』（しんせいきエヴァンゲリオン）は、『新世紀エヴァンゲリオン』を原作としたアドベンチャーゲーム。1999年6月25日に、NINTENDO 64用ゲームソフトとしてバンダイより発売された。

## 概要
ストーリーモードは、原作のストーリーを再現した様々なミッションを攻略していく。エヴァンゲリオンのゲームでは珍しく、ほぼ原作通りに展開する。
様々な敵に対応するためにアクションのみならず、多様な操作のミッションが用意されている。
なお、一部残虐的表現はカットされており、劇場版のラストに相当するED後のラストも変更されている。

## ステージ
各ステージの前には3Dを使った簡単な原作のストーリー説明が挿入される。
難易度によって最終ステージが変化し、イージーではミッション12、ノーマルでは12.5、ハードでは13となる。真のエンディングはハードでクリアしなければ見ることができない。
ゲームとして再現できない、いくつかの使徒戦は省略されている。
操作にボタン連打（AボタンとCボタン下を交互に連打）を要することが多い。

### ミッション1
原作第壱、弐話を元にしたミッション。エヴァ初号機を操り、第3使徒サキエルを殲滅することが目的。
ゲームスタイルは2D風アクション。Aボタンで攻撃、Bボタンでガード、Cボタン下でA.T.フィールドを展開する。また、AB同時押しによりつかみ攻撃を行う。フィールド展開中に敵が接近するとフィールド中和が起こり、ボタン連打することで敵のフィールドを破ることができる。この際、シンクロ率が大きく上昇する。シンクロ率は攻撃パターンや攻撃力に大きく影響する。また、地面にたたきつけられるとケーブルがはずれ、バッテリーが切れるまでの制限時間5分（リアルタイム）でクリアしなければならなくなる。
原作通り、頭部を光の槍で捕まれるとふきとばされ、その後暴走する。飛躍的に攻撃力が上昇するが、アンビリカルケーブルが断線してしまう。

### ミッション2
原作第参話を元にしたミッション。エヴァ初号機を操り、第4使徒シャムシエルを殲滅することが目的。
ゲームスタイルはミッション1と同じ2D風アクション。操作法も同じである。
足をつかまれて、投げられる攻撃を受けると、原作通りプログレッシブナイフを装備する。また、アンビリカルケーブル断線後、残時間1分以下でつかみ技で使徒を倒すと、夕日をバックに沈黙した使徒と初号機の影がたたずむ原作再現のムービーが見られる。

### ミッション3
原作第伍、六話を元にしたミッション。エヴァ初号機を操り、第5使徒ラミエルを殲滅することが目的。
原作のようにポジトロンスナイパーライフルによる狙撃を行うのだが、シューティングではなく、ベクトルを変化させる照準をセンターに合わせるという一風変わったものになっている。
原作再現として使徒が攻撃動作を開始してから打つとビームが干渉して、目標から外してしまい、打ち直しになるというイベントが起こる。さらに相手に攻撃を許してしまった場合、一回だけレイが零号機で盾になってくれ、そのまま使徒を殲滅するとレイが微笑んでくれるムービーが挿入される。

### ミッション4
原作第七話を元にしたミッション。エヴァ初号機を操り、暴走したジェットアローン（以下、J.A.）を止めようとするミサトの援護を行う。
前半パートはボタン連打をして、初号機を走らせ、J.A.に追いつかせることが目的。
後半パートは画面に指示される方向にスティックを入れつつ、指示されたボタンを連打し、J.A.を押さえつける。

### ミッション5
原作第九話を元にしたミッション。エヴァ初号機、弐号機を操り、第7使徒イスラフェルを殲滅することが目的。
ゲームスタイルは音楽ゲーム調。定められた時間内に定められたコマンド入力によってエヴァが攻撃、回避を行う。一度でもミスをするとミッション失敗となる。そこで練習モードがあり、練習では失敗してもアスカに殴られるだけなので、何度でも練習することができる。
隠し要素として、ユニゾンキックが成功し、使徒が爆発する直前にCボタン上を三連打してコマンド入力を行うと、原作では成功しなかった着地が決まるようになっている。

### ミッション6
原作第拾話を元にしたミッション。エヴァ弐号機を操り、第8使徒サンダルフォンを殲滅することが目的。
前半は使徒の捕獲、後半は孵化した使徒の殲滅をする。

### ミッション7
原作第拾弐話を元にしたミッション。エヴァ3機を操り、第10使徒サハクィエルを殲滅することが目的。
前半は使徒落下地点までにある障害物を乗り越えるためにコマンド入力でエヴァをジャンプさせる。後半はエヴァ初号機のA.T.フィールドで使徒を支える。落ちてくる使徒との押し合いであり、競り負けるとミッション失敗になる。画面下のゲージを使徒側に押し切るとクリアになる。

### ミッション8
原作第拾八話を元にしたミッション。ダミープラグの制御下にあるエヴァ初号機を操り、第13使徒バルディエルに乗っ取られたエヴァ参号機を殲滅することが目的。原作のように初号機による残虐な破壊行為はゲーム上再現されていないが、その後のデモで破壊されたことを示している。
ゲームスタイルはミッション1、2と同じ2D風アクションである。バルディエルはサキエルとシャムシエルより攻撃的になっているので、若干難易度が高くなっている。

### ミッション9
原作第拾九話を元にしたミッション。エヴァ初号機を操り、第14使徒ゼルエルをネルフ本部外に追い出すことが目的。
ムービーに合わせて表示される方向にスティックを入れ、ボタンを押すことで操作する。
二撃目に失敗すると、原作通り左腕を吹き飛ばされ、クリア後のムービーで使徒の腕を使って左腕を再生するシーンが見られる。

### ミッション10
原作第弐拾弐話を元にしたミッション。エヴァ零号機の投げたロンギヌスの槍を操り、第15使徒アラエルを殲滅することが目的。
前半はスティックで槍の誘導、後半はボタン連打でA.T.フィールドを突き破る。ロンギヌスの槍が強力なこともあり、ボタン連打は軽めになっている。

### ミッション11
原作第弐拾四話を元にしたミッション。エヴァ初号機を操り、渚カヲル（第17使徒タブリス）の操るエヴァ弐号機を殲滅することが目的。
ゲームスタイルはミッション1などと同じタイプの2D風アクションだが、操作方法がやや異なる。攻撃方法はナイフでの縦、横の斬撃とつかみ攻撃のみ。それぞれ敵に防御されることがあり、その場合はボタン連打による押し合いになる。敵の攻撃をこちらが防御してつかんだ場合も同様に押し合う。難易度が上がるにしたがってボタン連打が尋常でなくなるため、防御されないように敵の行動を読むことが主体になる。
なお、隠し要素でプレイヤー側が零号機・弐号機・参号機になったり、敵側が初号機・零号機・参号機にすることが可能。また、対戦も可能だが、敵側が勝利しても敗北（ミッション失敗）扱いになる。

### ミッション12
劇場版を元にしたミッション。エヴァ弐号機を操り、戦略自衛隊を殲滅することが目的。
操作法はミッション1などと同じであるが、弐号機は無敵になっている。1分30秒ほどで強制終了する。
コマンド入力によって戦車を踏み潰したり、かかと落しで戦闘機を落としたり、A.T.フィールドを投げたりできる。
なお、イージーモードの場合、ここでスタッフロール（BGMは映画『シト新生』のラストで流れる主題歌「魂のルフラン」）が流れ、上空でエヴァ量産機9機が旋回しているシーンでゲーム終了となる。

### ミッション12.5
劇場版を元にしたミッション。エヴァ弐号機を操り、エヴァ量産機9機を殲滅することが目的。
操作法はミッション1などと同じ。最初からケーブルが外れており、3分30秒以内にクリアしなければならない。エヴァ量産機は弱く、つかみ攻撃1回で撃破可能。また、倒した敵から剣を奪って攻撃することもできる。原作では量産機は赤い血を流していたが、ここでは紫色になっている。
なお、ノーマルモードの場合、ここでスタッフロール（BGMは映画『Air/まごころを、君に』中盤スタッフロールで流れる主題歌「THANATOS -IF I CAN'T BE YOURS-」）が流れ、EVA初号機が出現するシーンでゲーム終了となる。

### ミッション13（最終ミッション）
ハードモードのみでプレイできる本作品オリジナルミッション。劇場版では何も出来なかった（しなかった）シンジが光の翼の生えたエヴァ初号機でエヴァ量産機を殲滅する。
ミッション1などと同様の2D風アクションだが、空を飛んでいるのでやや移動範囲が広い。初号機の武器は青白く光るロンギヌスの槍となっている。
量産機を全滅させるといきなりスタッフロール（BGMは映画『Air/まごころを、君に』終盤で流れた挿入歌「Komm, süsser Tod」）となり、劇場版と同様のシンジとアスカ以外の全人類がL.C.L.化する結末となる。なお、最後のシンジとアスカのシーンは劇場版とは展開が少し異なっている。

## 対戦モード
ある条件を満たすことで出現する隠しモード。
初号機・零号機・弐号機・参号機・サキエル・シャムシエル・バルディエル・量産機のどちらかを選び、ゲージが無くなったら勝利。ステージはミッション12とミッション12.5のステージのみ。

## 登場人物
ソフト媒体が容量が限られたROMカートリッジであるため、音声の使用箇所は少ない。
- 碇シンジ（声：緒方恵美）
- 葛城ミサト（声：三石琴乃）
- 赤木リツコ（声：山口由里子）
- 綾波レイ（声：林原めぐみ）
- 惣流・アスカ・ラングレー（声：宮村優子）
- 碇ゲンドウ（声：立木文彦）
- 冬月コウゾウ（声：清川元夢）
- 日向マコト（声：結城比呂）
- 伊吹マヤ（声：長沢美樹）
- 青葉シゲル（声：子安武人）
- 加持リョウジ（声：山寺宏一）
- 鈴原トウジ（声：関智一）
- 渚カヲル（声：石田彰）
- キール・ローレンツ（声：麦人）

## 主なスタッフ
- エグゼクティブプロデューサー：鵜之澤伸
- プロデューサー：磯貝健夫、武田康廣、佐藤裕紀
- ゲームデザイン：五十嵐恒三、長山裕
- メインプログラマー：長山裕
- CG/3Dモデル：菊池康彦、大久保貴之、五十嵐恒三
- CG/3Dモーション：菊池康彦、大久保貴之、五十嵐恒三
- サウンド：榎木淳

## 書籍
- 『世紀エヴァンゲリオン パーフェクトガイド―NINTENDO64版』（角川書店） - 1999年6月発売